# 弗里斯兰县
弗里斯兰县（Landkreis Friesland）是德国下萨克森西北部的一个县，首府耶弗尔，最大城市法勒尔。

## 地理
弗里斯兰县西面与维特蒙德县，东面与威廉港市，南面与威悉马施县、阿默兰县和莱尔县相邻，北面沿北海海岸，东面有亞德河和亚德湾。